# Two Tragedy Poets (...and a Caravan of Weird Figures)
«Two Tragedy Poets (...and a Caravan of Weird Figures)» — п'ятий студійний альбом італійського фольк-метал/павер-метал-гурту Elvenking. Реліз відбувся 14 листопада 2008 року.

## Список композицій
1. "The Caravan of Weird Figures" – 1:16
2. "Another Awful Hobs Tale" – 3:09
3. "From Blood to Stone" – 4:11
4. "Ask a Silly Question" – 3:30
5. "She Lives at Dawn" – 1:24
6. "The Winter Wake (акустична версія)" – 4:11
7. "Heaven is a Place on Earth" (кавер-версія Belinda Carlisle) – 4:11
8. "My Own Spider's Web" – 4:21
9. "Not My Final Song" – 4:44
10. "The Blackest of My Hearts" – 3:30
11. "The Wanderer" (акустична версія) – 4:50
12. "Miss Conception" – 3:49
13. "My Little Moon" (бонус діджіпаку)
14. "Skywards 2008" (японський бонус)

## Учасники запису
- Дамна — вокал, клавішні, гітара
- Айдан — гітара, вокал, клавішні
- Горлан — бас-гітара
- Зендер — барабан
- Еліген — скрипка, клавішні